# 前列腺计算值
前列腺计算值是前列腺前后径的平方与前列腺横径的比值；是对良性前列腺增生症患者最大尿流率评估的辅助依据。
由于良性前列腺增生症患者前列腺体积与最大尿流率改变不成正比；与前列腺上下径也无关。但，良性前列腺增生症患者尿流率下降，和前列腺计算值，即：“前列腺前后径的平方与前列腺横径的比值”，关系密切。
使用B型超声线阵探头经腹壁测定前列腺前后径和前列腺横径，以毫米为单位时的数值填入前列腺计算值计算公式，当计算值大于24.5（-2.0s）时；最大尿流率大多不正常。当前列腺计算值小于21.4（-1.0s）时；尿流率下降的原因在前列腺以外。
上述规律的揭示：前列腺计算值的运用，不仅有助于对尿流率图曲线的判读；而且对揭示前列腺增生阻碍尿流的本质，以及对指导良性前列腺增生症治疗原则的改进，作用不可小视。